# Itimbiri
Itimbiri är en flod i Kongo-Kinshasa, ett biflöde till Kongofloden. Den rinner huvudsakligen genom provinserna Bas-Uele och Mongala, i den norra delen av landet, 1 100 km nordost om huvudstaden Kinshasa. Den bildas genom sammanflödet av Rubi och Likati. Två delsträckor ingår i gränsen mellan Mongala och Bas-Uele respektive gränsen mellan Mongala och Tshopo. Floden är segelbar men saknar sedan 2000-talets början sjömärken och trafikeras nästan inte alls längre av större fartyg. Fiske bedrivs i floden, som också har potential för vattenkraftutbyggnad.